# Ridderborg
Ridderborg är ett svenskt efternamn, som dels har burits av en adelsätt, som antas vara utslocknad, dels bärs av ofrälse personer. Den 31 december 2020 var 33 personer med efternamnet Ridderborg folkbokförda i Sverige.

## Adelsätten
Adelsätten Ridderborg har sitt ursprung i två personer: ryttmästaren Jacob de Maré (1655–1709) och dennes svärson kaptenen Hendrich Scheibe (omkring 1673–1708). Båda nämns 1703 som drabanter hos Karl XII och deltog i dennes fälttåg mot Ryssland, där de stupade. de Maré deltog i slaget vid Lund 1676 och stupade vid Poltava 1709, medan Scheibe stupade 1708 i slaget vid Holowczyn (Holovzin). 
de Maré och Scheibe adlades 1704 gemensamt med namnet Ridderborg, och deras ätter introducerades 1719 vid Riddarhuset på nummer 1728. Deras efterkommande i flera generationer blev också yrkesmilitärer men uppnådde inte några högre befattningar.
En gren av de Maré-grenen immatrikulerades 1818 på Finlands riddarhus under nummer 99 bland adelsmän men utslocknade 1926 på svärdssidan och 1866 på spinnsidan.
Grenen efter Henrik Scheibe utslocknade under 1800-talets första hälft, medan grenen efter Jacob de Maré utslocknade på svärdssidan 1954. Tillgängliga uppgifter om ättens medlemmar 1923 gör det sannolikt att den även är utslocknad på spinnsidan.